# Steyr ADGZ
Панцирник Steyr ADGZ був розроблений у міжвоєнний період для збройних сил (нім. Bundesheer) Австрії (нім. Bundesstaat Österreich) як бойова розвідувальна машина. Після Аншлюсу знаходився на озброєнні підрозділів Вермахту, Ваффен-СС як M35 Mittlerer Panzerwagen. Три панцирники використовували підрозділи SS-Heimwehr Danzig 1 вересня у боях в Данцігу, пізніше у Судетах.

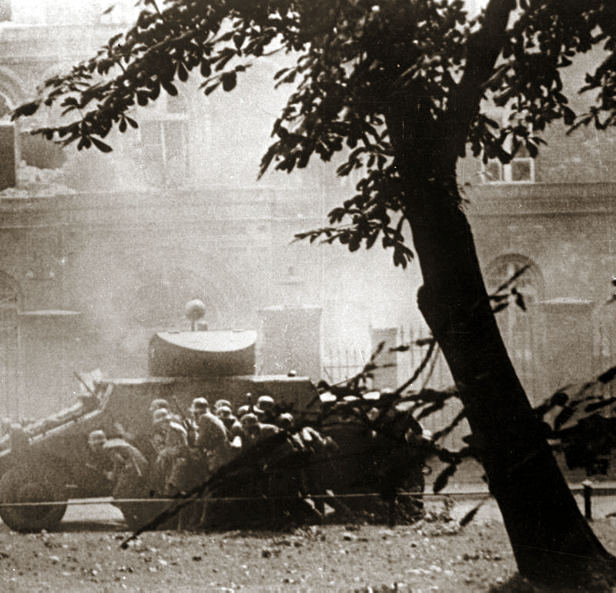
Панцирник у Гданську. 1 вересня 1939

## Історія
Важкий повнопривідний панцирник розробили 1934 на заводах Austro-Daimler, що належали до компанії Steyr-Daimler-Puch. У 1935-1937 роках виготовили 27 машин, з яких 12 використовувалось в моторизованих дивізіях (Schnellen Division), решта у поліції і жандармерії. З двох сторін крайні колеса були керованими і розміщувались місця водія, робило маневреність і рух панцирника однаковим в обидві сторони. колеса на двох центральних осях були подвійними. Озброєння складалось з 20 мм гармати і трьох кулеметів (один у башті). Ваффен-СС замовили 1941 ще 25 панцирників, які відрізнялись німецьким озброєнням та з 1942 використовувала поліція порядку (нім. Ordnungspolizei) для патрулювань, боротьби з партизанами на Балканах, партизанами, підрозділами УПА в СРСР. На східному фронті вони були на озброєнні 5-ї танкової дивізії СС «Вікінг», 7-ї добровольчої гірської дивізії СС «Принц Ойген» на Балканах.